# Казе Фрапи (Арецо)
Казе Фрапи је насеље у Италији у округу Арецо, региону Тоскана.
Према процени из 2011. у насељу је живело 20 становника. Насеље се налази на надморској висини од 253 м.